# Трудродительське
Трудроди́тельське —  село в Україні, у Лозно-Олександрівській селищній громаді Сватівського району Луганської області. Населення становить 33 особи.